# Mariella Mularoni
Mariella Mularoni, född den 15 oktober 1962, är en sanmarinsk politiker som har fungerat som landets statschef.
Till yrket är Mularoni lärare i engelska. Hon har två döttrar.. Mularoni har varit aktiv inom San Marinos Rotary.
Mularoni blev medlem i det kristdemokratiska partiet år 1994. För första gången blev hon invald till Stora och allmänna rådet år 2013. Rådet valde henne och Luca Boschi till regerande statschefer i september 2019..